# Lophostrix cristata
Lophostrix cristata е вид птица от семейство Совови (Strigidae), единствен представител на род Lophostrix.

## Разпространение
Видът е разпространен в Белиз, Боливия, Бразилия, Венецуела, Гватемала, Гвиана, Еквадор, Колумбия, Коста Рика, Мексико, Никарагуа, Панама, Перу, Салвадор, Суринам, Френска Гвиана и Хондурас.